# District de Dhankuta
Le district de Dhankuta (en népalais : धनकुटा जिल्ला) est l'un des 77 districts du Népal. Il est rattaché à la province de Koshi. La population du district s'élevait à 161 399 habitants en 2011.

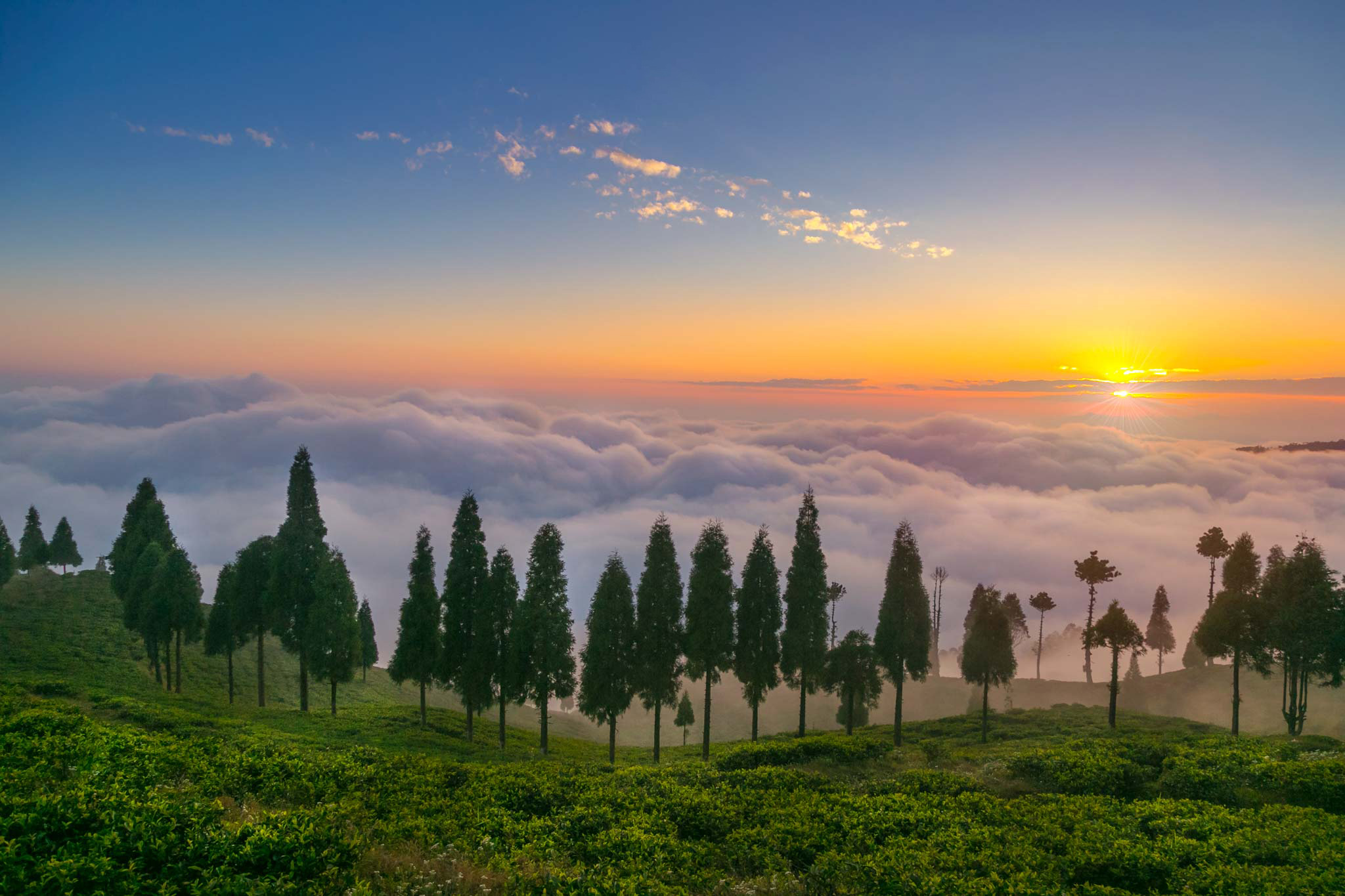
Une scène de coucher de soleil depuis un jardin de thé à Hile, Dhankuta

## Histoire
Il faisait partie de la zone de Koshi et de la région de développement Est jusqu'à la réorganisation administrative de 2015 où ces entités ont disparu.

## Subdivisions administratives
Le district de Dhankuta est subdivisé en 7 unités de niveau inférieur, dont 3 municipalités et 4 gaunpalikas ou municipalités rurales.
| # | Nom              | Nom en népalais | Type         | Population (2011) | Superficie (km2) |
| - | ---------------- | --------------- | ------------ | ----------------- | ---------------- |
| 1 | Pakhribas        | पाख्रिबास           | municipalité | 22 078            | 144,29           |
| 2 | Dhankuta         | धनकुटा            | municipalité | 36 619            | 111              |
| 3 | Mahalaxmi        | महालक्ष्मी          | municipalité | 24 801            | 129,39           |
| 4 | Sangurigarhi     | साँगुरीगढी           | gaunpalika   | 21 536            | 166,44           |
| 5 | Sahidbhoomi      | सहिदभूमि           | gaunpalika   | 18 760            | 99,55            |
| 6 | Chhathar Jorpati | छथर जोरपाटी        | gaunpalika   | 18 322            | 102,83           |
| 7 | Chauvise         | चौविसे             | gaunpalika   | 19 283            | 147,6            |

## Assemblée constituante de 2008
Pour l'élection de l'Assemblée constituante, le 10 avril 2008, dans le cadre du scrutin uninominal majoritaire à un tour, le district de Dhankuta est divisé en deux circonscriptions électorales. Les députés élus dans le district sont :
| Circons- cription | Député           | Parti                               |
| ----------------- | ---------------- | ----------------------------------- |
| 1re               | Hem Raj Bhandari | Parti communiste du Népal (maoïste) |
| 2e                | Hari Raj Limbu   | Parti communiste du Népal (maoïste) |